# シノストーン
『シノストーン』（시노스톤、Synostone）は、Studio W. Babaによる韓国のテレビアニメ作品で、『マスクマスターズ』の続編である。
KBS1TVで2019年5月2日から10月31日まで毎週木曜日午後2時20分に放送され、11月6日から11月13日まで毎週水曜日午後2時10分、毎週木曜日午後2時40分に放送された。2期の「シノストーンプライム」は、2020年1 月23日から3月12日まではKBS2TVTVで毎週水～木曜日午後5時に放送され、3月18日から6月3日まで放送された。

## あらすじ
ムスペを倒した1年後、ボン達は再会してマスクマスターが通う「マスター・スクール」の招待状を受けることになる。その学校では個性あふれるマスクマスターが集まった学校生活はいろいろな事件の連続

## 登場人物

### 主要人物
ボン（英語：Borg）
声-ヤン・ジョンファ
本作の主人公。にぎやかで元気な少年、白虎のマスクマスターである。思慮深いだが偏見のない心を持ち主。前作の「マスクマスターズ」でムスペを倒した後、ムスペを倒したと自慢して怠惰になった状態になってしまった。勉強苦手でよく困ったりするが、情熱的で勇気溢れる性格である。
ワリョン（英語：Warwick）
声-オム・サンヒョン
本作の準主人公。落ち着いて理性的な少年、青龍のマスクマスターである。思慮深いだが親切で優しい心を持ち主。生まれつき左腕のない障害に苦しんだ経験もあったが、その障害を乗り越えて助けてくれたボン達を大切にする。マスター・スクールには優れた才能と誠実さで優等生になる。
シュミ
声-アン・ソイ
本作のヒロイン。粘り強くて強靭な少女、朱雀のマスクマスターである。見た目は騒々しいが実は心優しいなツンデレ。脆弱性、自分ができることを知らなかったが、さまよって母親の奨励で自分の素性を見つけた。ワリョンのことを好きになって、同じくロキシーとは避けられないライバルである。
ホンマ
声-ハンシン
本作の準主人公。大きくて純粋な少年、玄武のマスクマスターである。義理溢れて引き受けたところに忠実な性格。凌駕する貪食を持ち、行動はやや鈍い。周囲の目に見えにくくても、友達を助けて支えてくれる心強いである。

### 学校の友達
アーサー
声-チャン・ミンヒョク
カリスマ性の少年、獅子のマスクマスターである。大人っぽい男気な優等生が、すごいおしゃべりで賑やかな性格。
デュイ
声-趙京洢
無邪気な少年、カエルのマスクマスターである。
ビアンカ
声-趙京洢
元気溢れる少女であり、フェレットのマスクマスター。
タク
声-イ・ジヒョン
まともな少年、アライグマのマスクマスター。
フェイ
声-キム・ウナ
ドッセンガール、クモのマスクマスター。
アンドレ
声-錢太悅
おしゃれな少年、スカンクのマスクマスター。
ロキシー
声-パク・ヒウン
レア
声-趙京洢
ダグ
声-?
パン
声-チャン・ミンヒョク
サシャ
声-?

### 学校の先生
エダ
声-キム・ウナ
タン
声-シ・ヨンジュン
ジンジャー
声-?
アリ
声-?
バット
声-?
レオン
声-チャン・ミンヒョク

### 関係者
ヤミョ（英語：Felica）
声-?
グジ
声-?
バルカン
声-?
カール&ハーパー
声-?
キロ（ボンの妹）
声-?
レオ博士
声-?
ジェダ
サソンシティの市長、エダの双子姉
マスターズシップ

### テイカー
ナストロン
エール
ガルーム
ヴァルキリエ
ラプター
キロム
ケファルス
ボタン
プテラ
マクシムス
テリックス
ピノ